# Yom-Tov Ehrlich
Pour les articles homonymes, voir Erlich.
Yom-Tov Simcha Ehrlich connu comme Yom-Tov Ehrlich (né en 1914 à Kozhan Gorodok en Pologne, aujourd'hui en Biélorussie et mort en 1990) est un musicien, compositeur et interprète hassidique, dont les chansons sont enregistrées par Mordechai Ben David, Lipa Shmeltzer et  Avraham Fried.

## Biographie
Yom-Tov Ehrlich,est né en 1914 (5674) à Kozhan Gorodok en Pologne, aujourd'hui en Biélorussie, près de Stoline, près de la frontière entre la Pologne et la Russie. Il est le fils de Moshe Ehrlich et de Sora Ehrlich (Litvak), née en Biélorussie et enterrée en 1993 à Jérusalem en Israël.

### Hassid et musicien
Yom-Tov Ehrlich est un Hassid de Karlin (septième génération). Il est nommé Yom-Tov Simcha d'après le grand-père de sa mère, le Rebbe de Lahishin (Łahišyn), dans l'Empire russe aujourd'hui en Biélorussie.
Son grand-père maternel est le rabbin Dovid Meir Litvak, qui contrairement à son nom n'est pas un "Litvak" (Lituanien, non hassidique) mais un Hassid. Le Rebbe de Stolin l'envoie comme Shochet à Davyd-Haradok, aujourd'hui en Biélorussie. La famille de Yom-Tov Ehrlich s'installe également à cet endroit.
Le père de Yom-Tov Ehrlich, Moshe Ehrlich est engagé de force dans l'armée russe. Il a un talent musical et avant qu'il rejoigne l'armée, le Rebbe de Stolin lui enjoint de se procurer un violon.
Moshe Ehrlich procure aussi au jeune Yom-Tov Ehrlich un violon, car il avait pu éviter d'aller au front, vu qu'on l'avait assigné à un orchestre militaire. Il pense que son fils pourrait aussi un jour être bénéficiaire.
Au moment de la naissance de Yom-Tov Ehrlich, son père est à l'armée. Son unité est faite prisonnière par l'armée hongroise et sa famille n'arrive pas à lui faire parvenir la nouvelle. Le père ne voit son fils que 8 ans après.

### Seconde Guerre mondiale
Après le déclenchement de la Seconde Guerre mondiale, l'Allemagne et la Russie divisent la Pologne. Davyd-Haradok devient russe. Moshe Ehrlich est nommé superviseur des écoles juives de la ville.
Il fuit plus tard la ville, car les Russes veulent le forcer à ouvrir les écoles le jour du Chabbat. La famille Ehrlich s'enfuit plus loin en Russie. Yom-Tov Ehrlich ne peut les accompagner car il est conscrit comme garde de la ville, il est alors dans la vingtaine.
Les Allemands progressent dans leur conquête de la Pologne et s'approchent de Davyd-Haradok. Une nuit, alors qu'il est de garde pour surveiller un pont, Yom-Tov Ehrlich cache son pistolet sous le pont et s'enfuit vers la Russie. Il finit par retrouver sa famille dans le village de Shasteronka. À cet endroit, il montre ses talents de musicien. Il évite ainsi la conscription, ayant convaincu les autorités du village que sa place n'était pas à l'armée
Avec la bataille de Stalingrad, la famille Ehrlich, y compris les femmes, est recrutée pour construire des tranchées. Le leader du village informe alors Yom-Tov Ehrlich qu'en définitive il doit partir à l'armée. La famille Ehrlich décide de partir clandestinement vers la Russie orientale. Ils arrivent au port de Kamishin (sur les bords de la mer Noire). Des milliers de gens tentent d'embarquer sur le dernier navire en direction de Samarcande, en Ouzbékistan. La famille Ehrlich réussit à faire partie des passagers.
En Russie orientale, la famille Ehrlich se joint à un kolkhoze, mais à cause de la guerre, c'est la famine. La famille Ehrlich va s'installer à Samarcande.

### Samarkand
À Samarkand, avant la fin de la Seconde Guerre mondiale, Yom-Tov Ehrlich compose des niggunim, en yiddish. Il y rencontre Yaakov Potash, qui avait fui un village ouzbek pour les montagnes de Tian Shan. Yom-Tov Ehrlich compose une chanson célèbre racontant l'histoire de Yaakov Potash.

### Fin de la guerre
Avec la fin de la guerre, le gouvernement russe commence à rapatrier en Pologne les réfugiés polonais. Yom-Tov Ehrlich se prépare à retourner en Pologne. Le bureau d'information communiste lui suggère de créer un programme artistique dans le but de glorifier le communisme. L'idée mise de l'avant est d'établir une troupe voyageant avec ceux qui retournent en train en Pologne, avec des spectacles durant le voyage et aux arrêts. Il accepte et essaie d'engager dans sa troupe le plus de juifs possible, et en particulier des Juifs russes (qui n'auraient pas autrement la chance de quitter la Russie), présentés comme des artistes professionnels.
Un wagon spécial transporte la troupe, comprenant de nombreux Hassidim totalement ignorants en musique.
Durant le voyage, un plan est mis au point pour s'enfuir de la Russie et de la Pologne. Des hassidim avaient caché de l'argent et des bijoux dans leurs vêtements. Des employés du train, contre des dons, détachent le wagon de la troupe, et le lendemain, l'attachent à un train en partance pour Cracovie. Les passagers vont ensuite à Prague puis à Paris.

### Paris
À Paris, Yom-Tov Ehrlich découvre le mouvement du Moussar et Novardok. Il rencontre les rabbin Abraham Elie Maizes et Mordechai Pogramansky. Le rabbin Maizes l'encourage à continuer dans sa carrière musicale. En 1947, Yom-Tov Ehrlich, sa mère et ses sœurs quittent Paris pour New York. Son père était mort en Russie.

### New York
Yom-Tov Ehrlich s'installe à New York. Il gagne sa vie comme polisseur de diamants. Il étudie à la Yechiva de Novardok. Il devient le musicien du Rebbe de Karlin Stolin, le rabbin Yochonon Perlow.

### Mort
Yom-Tov Ehrlich meurt la veille du chabbat, le 27 tamouz 5750  à Jérusalem, en Israël. Il est enterré au cimetière juif du Mont des Oliviers,.

## Discographie
- Yiddish Nachas
- Torah
- Teshuva
- Shema Beni
- Ameritchka
- Samarkand
- Emunah
- Shabbos
- Luksus (2 Volumes)
- Chevlei Moshiach (2 Volumes)
- Shabchi Yerushelayim
- Middois
- Dai
- Shelloy usonny goy
- Kol Mevaser
- Yetzias Mitzrayim (2 Volumes)
- Chessed
- Elliyohu Hanuvee
- A Shabbus Mitten Rebben
- Der Satmerer rebbe (2 Volumes)
- Bitachon
- Der Baal Shem Tov (3 Volumes)
- Ashreinu (2 Volumes)
- Shoshannas yakkov
- Emunas Tzadikim (2 Volumes)
- Rannenu Tzadikim (2 Volumes)[8],[9],[10]